# Großsteingrab Avderød 3
Das Großsteingrab Avderød 3 (früher Auderød) ist eine megalithische Grabanlage der jungsteinzeitlichen Nordgruppe der Trichterbecherkultur im Kirchspiel Karlebo in der dänischen Kommune Fredensborg.

## Lage
Das Grab liegt in Lille Gunderød direkt nördlich des Avderødvej beim Haus Nummer 48. Einige Meter südlich befand sich das zerstörte Großsteingrab Avderød 4. In der näheren Umgebung gibt bzw. gab es zahlreiche weitere megalithische Grabanlagen. 

## Forschungsgeschichte
Im Jahr 1884 führten Mitarbeiter des Dänischen Nationalmuseums eine erste Dokumentation der Fundstelle durch. 1921 wurde das Grab restauriert. Weitere Dokumentationen erfolgten 1942 durch Mitarbeiter des Nationalmuseums und 1988 durch Mitarbeiter der Forst- und Naturbehörde.

## Beschreibung

### Architektur
Die Anlage besitzt eine nord-südlich orientierte rechteckige Hügelschüttung mit einer Länge von etwa ursprünglich 46 m (heute noch 30 m), einer Breite von 10 m und einer Höhe von 3 m. Von der Umfassung waren 1884 noch drei Steine an der östlichen und einer an der westlichen Langseite erhalten.
Im Hügel befinden sich zwei Grabkammern, die beide als Urdolmen anzusprechen sind. Die erste liegt 12,5 m vom südlichen Ende entfernt. Sie ist nordnordost-südsüdwestlich orientiert und hat einen rechteckigen Grundriss. Sie hat eine Länge von 1,5 m, eine Breite von 1 m und eine Höhe von 1 m. Die Kammer besteht aus vier Wandsteinen und einem Deckstein.
Die zweite Kammer liegt 3 m vom nördlichen Ende entfernt und hat einen rechteckigen Grundriss. Sie hat eine Länge von 1,7 m, eine Breite von 1,5 m und eine Höhe von 1,4 m. Die Kammer besteht aus vier Wandsteinen und einem Deckstein.

### Funde
In der südlichen Kammer wurde eine Bernstein-Perle gefunden, die aber nicht erhalten ist.